# Mixcoatlus
Mixcoatlus – rodzaj jadowitych węży z podrodziny grzechotników (Crotalinae) w rodzinie żmijowatych (Viperidae).

## Zasięg występowania
Rodzaj obejmuje gatunki występujące endemicznie w Meksyku. 

## Systematyka

### Etymologia
Mixcoatlus: w mitologii azteckiej Mixcoatl (nahuatl Mixcoatl „chmurny wąż”) był bogiem gwiazd, Gwiazdy Polarnej oraz łowów.

### Podział systematyczny
Do rodzaju należą następujące gatunki:
- Mixcoatlus barbouri (Dunn, 1919)
- Mixcoatlus browni (Shreve, 1938)
- Mixcoatlus melanurus (Müller, 1924)